# Liste der Bodendenkmäler in Warngau
Auf dieser Seite sind die Bodendenkmäler in der oberbayerischen Gemeinde Warngau zusammengestellt. Diese Tabelle ist eine Teilliste der Liste der Bodendenkmäler in Bayern. Grundlage ist die Bayerische Denkmalliste, die auf Basis des Bayerischen Denkmalschutzgesetzes vom 1. Oktober 1973 erstmals erstellt wurde und seither durch das Bayerische Landesamt für Denkmalpflege geführt wird. Die folgenden Angaben ersetzen nicht die rechtsverbindliche Auskunft der Denkmalschutzbehörde.

## Bodendenkmäler der Gemeinde Warngau

### Bodendenkmäler in der Gemarkung Valley
| Lage              | Objekt                                               | Akten-Nr.     | Bild |
| ----------------- | ---------------------------------------------------- | ------------- | ---- |
| Valley (Standort) | Verebnete Grabhügel vorgeschichtlicher Zeitstellung. | D-1-8136-0051 |      |

### Bodendenkmäler in der Gemarkung Wall
| Lage            | Objekt | Akten-Nr.     | Bild |
| --------------- | --- | ------------- | ---- |
| Wall (Standort) | Untertägige mittelalterliche und frühneuzeitliche Befunde im Bereich der Katholischen Pfarrkirche St. Margaretha in Wall und ihres Vorgängerbaus. | D-1-8236-0063 |      |

### Bodendenkmäler in der Gemarkung Warngau
| Lage               | Objekt | Akten-Nr.     | Bild |
| ------------------ | --- | ------------- | ---- |
| Warngau (Standort) | Burgstall des hohen oder späten Mittelalters (Am Schlössl). | D-1-8136-0018 |      |
| Warngau (Standort) | Reihengräberfeld des frühen Mittelalters. | D-1-8136-0020 |      |
| Warngau (Standort) | Körpergräber vor- und frühgeschichtlicher Zeitstellung. | D-1-8136-0022 |      |
| Warngau (Standort) | Körpergräber vor- und frühgeschichtlicher Zeitstellung. | D-1-8136-0023 |      |
| Warngau (Standort) | Körpergräber vor- und frühgeschichtlicher Zeitstellung. | D-1-8136-0024 |      |
| Warngau (Standort) | Körpergräber des frühen Mittelalters. | D-1-8136-0026 |      |
| Warngau (Standort) | Untertägige mittelalterliche und frühneuzeitliche Befunde im Bereich der Katholischen Pfarrkirche St. Johannes der Täufer in Oberwarngau und ihrer Vorgängerbauten. | D-1-8136-0114 |      |
| Warngau (Standort) | Untertägige spätmittelalterliche und frühneuzeitliche Befunde im Bereich der Katholischen Wallfahrtskirche Allerheiligen in Allerheiligen und ihres Vorgängerbaus.  | D-1-8136-0115 |      |
| Warngau (Standort) | Untertägige frühneuzeitliche Befunde im Bereich der Wallfahrtskapelle Nüchternbrunn und ihrer Vorgängerbauten mit zugehöriger Eremitenklause.                       | D-1-8136-0119 |      |
| Warngau (Standort) | Untertägige mittelalterliche und frühneuzeitliche Befunde im Bereich der Katholischen Pfarrkirche St. Georg in Osterwarngau und ihrer Vorgängerbauten.              | D-1-8136-0122 |      |
| Warngau (Standort) | Untertägige spätmittelalterliche und frühneuzeitliche Befunde im Bereich der Katholischen Filialkirche Mariä Opferung in Osterwarngau.                              | D-1-8136-0123 |      |
| Warngau (Standort) | Untertägige frühneuzeitliche Befunde im Bereich der Katholischen Filialkirche Mariä Heimsuchung in Reitham.                                                         | D-1-8136-0125 |      |